# Suibin
Suibin, tidigare stavat Suipin, är ett härad som lyder under Hegangs stad på prefekturnivå i Heilongjiang-provinsen i nordöstra Kina.
7 km väster om Suibin vid floden Aolia (敖来河) hittades 1973 Aolimi forntida stad som tros ha tillhört Jurchen-stammen Aolimi.